# Robert Braet
Robert Braet (Brugge, 1912. február 11. – Brugge, 1987. február 23.) néhai belga labdarúgó, kapus. Teljes pályafutását szülővárosa csapatában, a Cercle Brugge-ben töltötte.

## Karrierje
Braet pontosan a tizennyolcadik születésnapján mutatkozhatott be a Cercle Brugge felnőttcsapatában, a Lierse elleni 1-0-s idegenbeli győzelem alkalmával. Gyakorlatilag rögtön állandósította helyét a kezdőcsapatban, és húsz évig nem is adta át a helyét senkinek. 1928 és 1948 között 352 találkozón játszott a Brugge-ben, ennél csak hárman játszottak több meccsen a klub színeiben. 1967 és 1970 között a gárda elnöke is volt, ezt rajta kívül csak három korábbi Brugge-játékos mondhatja el magáról: Raoul Daufresne de la Chevalerie (35 meccs/5 gól), Léon de Meester és Edgard de Smedt (mindketten egy meccsen szerepeltek a Brugge-ben).
Braet elnevezett magáról egy serleget is, amelyet kétévente osztanak ki, és az kapja, aki önkéntes alapon a legtöbbet teszi a csapatért.